# Charles François Louis Delalot
Charles François Louis Delalot, conocido como vizconde Delalot, (París, 17 de abril de 1772 - París, 27 de octubre de 1842) fue un político y parlamentario francés, miembro del partido monárquico moderado durante el periodo de la Restauración francesa.

## Biografía
Hijo de un consejero real, durante la Convención nacional participó en el levantamiento monárquico del 13 de vendimiario del año IV, 5 de octubre de 1795, al frente de la sección de los Granaderos de Lepelletier, que marcharon hacia la Asamblea siendo, tras el fracaso del golpe, condenado a muerte pero de la que logró escapar tras evadirse de la prisión.
Durante la Restauración, colaboró con el Journal des débats logrado cierto renombre entre los escritores simpatizantes del partido monárquico moderado. El 15 de noviembre de 1820, fue elegido diputado por el departamento de Marne al lograr 153 votos sobre 270 voces y 296 inscritos tras lo cual expresó en un discurso su apoyo a la Constitución de 1814. Durante su mandato y como miembro de la comisión de organización municipal, se opuso al restablecimiento de la censura, siendo nuevamente reelegido el 10 de octubre de 1821. Aunque el Gobierno se apuso a su nueva candidatura en 1824, fue nuevamente elegido en las elecciones del 24 de noviembre de 1827, esta vez por la circunscripción del departamento de Charente.
En la sesión de apertura de 1830, fue propuesto al cargo de presidente de la Asamblea, pero el rey designó a Pierre-Paul Royer-Collard. Desde entonces, Delalot se opuso a las políticas de los  ultramonárquicos y fue uno de los firmantes de la carta de los 221. Fue reelegido el 3 de julio de 1830 y apoyó la Monarquía de Julio perdiendo su condición de parlamentario al no ser elegido en 1831.

## Obras
- De la Constitution et des lois fondamentales de la monarchie française (1814).

- Datos: Q2959105